# 傣蚌
傣蚌（Tai Pong），《元史》作带邦、绐邦。元朝时期木邦土官。
在傣文史籍《嘿勐咕勐》中，傣蚌是思可法与三隆法之父:78。印度阿萨姆傣族的《菩愣记》中，傣蚌是苏卡法及思可法的祖父。

## 生平
混陆后裔混傣翰是木邦勐独的“召”，建立了“允线遮”城，混傣翰三子岛混韵被封为木邦勐英的“召”。岛混韵死后，其子岛法崩（德宏傣语：ᥖᥝᥳ ᥜᥣᥳ ᥙᥨᥒ）继任为勐英的“召”，岛法崩有三子，长子为珀章翰，次子为傣蚌，三子为芳罕。:20-24
混傣翰死后，地方无人管理，大臣请岛法崩到“允线遮”做官。岛法崩拒绝，转而推荐次子傣蚌继承木邦王位，并使珀章翰和芳罕前去辅助。:24
元至元十四年（1277年），元缅战争爆发，傣蚌曾率傣族土兵从征缅甸:31。延祐六年（1319年），傣蚌在地方作乱，元仁宗令云南省招捕之。延祐七年（1320年），傣蚌派其子忙兀入贡大都，元英宗赏赐钱财若干。

### 其它记载
印度阿萨姆傣族的《菩愣记》记载，召傣蚌是勐卯君主，他将国家一分为三，长子傣龙（Tailung）管理孟金（Mungjin），次子帕苗蚌（Pameoplung）管理勐卯，三子珀章翰（Phuchangkhang）管理古林道（Kupklingdao）。帕苗蚌将妹妹许配给召昌约（Chao Changnyeu），二人生下一子，傣蚌为孩子取名“苏卡法”。帕苗蚌的王后与天神之孙布拉翰登（Blakkhamdeng）有过交往之后，生下了思可法。:42-43